# Prescott (Washington)
Prescott es un pueblo ubicado en el condado de Walla Walla en el estado estadounidense de Washington. En el año 2010 tenía una población de 318 habitantes.

## Geografía
Prescott se encuentra ubicada en las coordenadas 46°17′56″N 118°18′52″O / 46.29889, -118.31444.

## Demografía
Según la Oficina del Censo en 2000 los ingresos medios por hogar en la localidad eran de $39.500, y los ingresos medios por familia eran $47.708. Los hombres tenían unos ingresos medios de $34.750 frente a los $23.250 para las mujeres. La renta per cápita para la localidad era de $16.931. Alrededor del 18,4% de la población estaban por debajo del umbral de pobreza.